# Carex tenelliformis
Carex tenelliformis är en halvgräsart som beskrevs av Holmb. Carex tenelliformis ingår i släktet starrar, och familjen halvgräs. Inga underarter finns listade i Catalogue of Life.